# Stephanie Gräve
Stephanie Gräve (* 1968 in Duisburg) ist eine deutsche Dramaturgin und Intendantin. Sie ist seit 2018 Intendantin am Vorarlberger Landestheater in Bregenz.

## Leben und Karriere
Stephanie Gräve studierte Theaterwissenschaft, Germanistik und Philosophie. 1995 begann sie als Dramaturgin am Theater Oberhausen zu arbeiten. 1999 wechselte sie ans Schlosstheater Moers, das sie zusammen mit Johannes Lepper bis 2003 leitete. Im Anschluss war sie sieben Jahre lang am Theater Bonn tätig, zunächst als Dramaturgin, später als Chefdramaturgin des Schauspiels. In den Jahren 2012 bis 2015 war sie stellvertretende künstlerische Direktorin und Kuratorin für spartenübergreifende und internationale Projekte am Theater Basel.
Für die Spielzeit 2015/16 wechselte sie als Schauspieldirektorin an das Stadttheater Bern. Ihr ursprünglich für vier Jahre ausgehandelter Vertrag wurde vorzeitig im Jahr 2016 aufgelöst. Sie wurde bereits im Januar 2016 als Schauspieldirektorin „wegen inhaltlicher und strategischer Differenzen“ auf Anweisung des Intendanten Stephan Märki freigestellt. Die Personalie wurde vom Schauspielensemble des Theaters scharf kritisiert, sorgte für einiges Aufsehen in Berner Medien und wurde auch im Theatermagazin Nachtkritik.de diskutiert. Die Berner Stadträtin Daniela Lutz-Beck (Grüne Freie Liste) richtete eine Kleine Anfrage an den Gemeinderat, wie dieser zum Vorgang und zum Vorgehen des Stiftungsrates des Theaters stehe. Der Konflikt weitete sich in der Folge wegen ehrverletzender Äußerungen Märkis gegenüber Gräve auch zu einer gerichtlichen Auseinandersetzung aus. Gräve zog ihre Strafanzeige gegen Märki nach einem außergerichtlichen Vergleich im Jahr 2017 zurück.
Seit 2018 ist Stephanie Gräve Intendantin am Vorarlberger Landestheater. Ihr Vertrag läuft bis 2028.

## Mitgliedschaften
Gräve ist seit 2017 Vorstandsmitglied der Organisation Art but fair, die sich für bessere Arbeitsbedingungen in der Kunst einsetzt. Darüber hinaus ist sie Mitgründerin der Österreichischen Intendant*innengruppe, die sich 2018 mit dem Ziel der besseren Vernetzung und des Gedankenaustausches formierte.